# Kapelle Kolborn

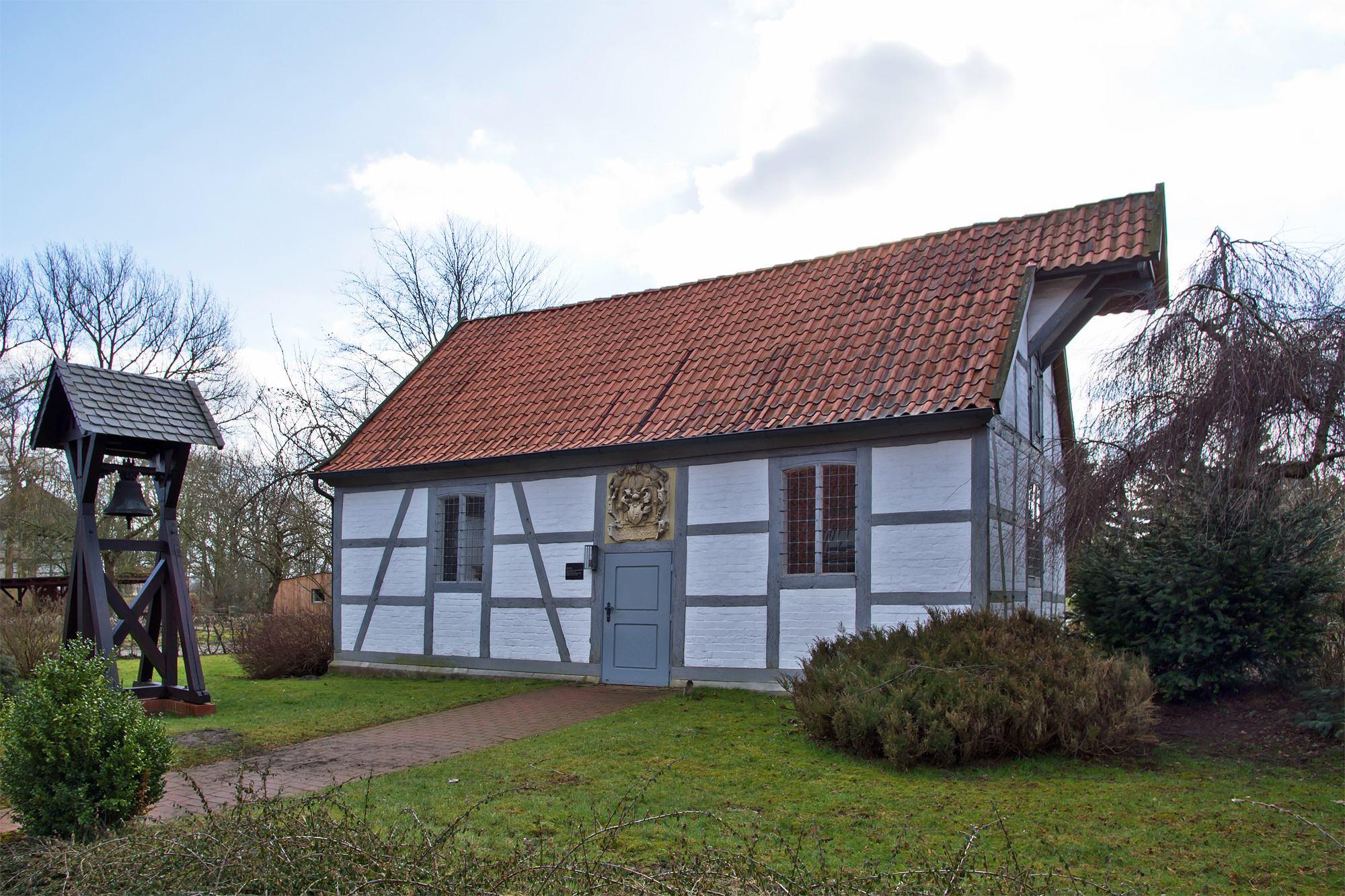
St. Marien

Die evangelisch-lutherische denkmalgeschützte Kapelle St. Marien steht in Kolborn, einem Ortsteil der Stadt Lüchow (Wendland) im Landkreis Lüchow-Dannenberg von Niedersachsen. Die Kapellengemeinde gehört zum Kirchenkreis Lüchow-Dannenberg im Sprengel Lüneburg der Evangelisch-lutherischen Landeskirche Hannovers.

## Beschreibung
Die kleine rechteckige Saalkirche aus Holzfachwerk, das mit weiß gestrichenen Backsteinen ausgefacht ist, wurde laut Inschrift im Wappen über der Eingangstür 1616 erbaut. Im Westen ragt das Satteldach über das Kirchenschiff hinaus. Nördlich der Kapelle steht ein freistehender Glockenstuhl, in dem eine Kirchenglocke hängt. 
Im Schrein des geschnitzten Altars aus der Mitte des 15. Jahrhunderts sind ein Marienbildnis und vier Heilige dargestellt, je vier auch auf den Flügeln. Eine Anna selbdritt stammt aus dem 15., die Kanzel aus dem 16. und das schlichte Taufbecken aus dem 17. Jahrhundert. Ein Grabstein mit der lebensgroßen Darstellung der Bauherrin Sophie Grote befindet sich in einer Wandnische. Der Grabstein der Familie von Knesebeck mit der Darstellung der Verstorbenen in Blendarkade stammt vom Ende des 16. Jahrhunderts. Die Patronatsloge der Familie Grote, verziert mit ihrem Wappen, wurde in der 2. Hälfte des 17. Jahrhunderts eingebaut.